# Christine Bakundufite
 (avril 2023).
Christine Bakundufite, née le 29 septembre 1970, est une femme politique et économiste Rwandaise. Elle est actuellement une membre de la Chambre des députés du Parlement du Rwanda pour le district de Gatsibo dans la province de l'Est au Rwanda,.
Christine Bakundufite a été élu au parlement en 2018. Auparavant, elle a travaillé comme directrice, et comptable spécialisée,,.